# Hoogopgaand klysma
Een hoogopgaand klysma is een vorm van een darmspoeling waarbij de dikke darm via de anus schoongespoeld wordt.
Het verschil met een 'gewoon' klysma is dat bij een hoogopgaand klysma aan de klysma een lange holle en buigzame slang bevestigd zit. Deze slang heet een rectumcanule.

## Inbrengen
Bij het inbrengen van een hoogopgaand klysma dient de patiënt op een bed te gaan liggen dat gekanteld kan worden (de zogenoemde trendelenburgligging). Vervolgens wordt de rectumcanule meestal met vaseline ingesmeerd. Daarna wordt de rectumcanule via de anus hoog in de dikke darm ingebracht, waarna de klysma leeggeknepen wordt. Vaak is de vloeistof een hypotone vloeistof. Vervolgens dient de patiënt de vloeistof minimaal vijf minuten in te houden.
Het uitvoeren van een hoogopgaand klysma mag alleen worden gedaan door arts, verpleegkundigen en verzorgenden.

### Indicaties
Er zijn twee veelvoorkomende indicaties voor het uitvoeren van een hoogopgaand klysma:
- een ileus ten gevolge van ontlasting.
- ter voorbereiding van een colonoscopie indien een zogenaamde wash out onmogelijk is.

### Risico
Het risico van het uitvoeren van een hoogopgaand klysma is dat de dikke darm beschadigd kan raken. Dit kan vervelende gevolgen hebben zoals: bloedingen of zenuwbeschadiging.